# Indulf
Ildulb mac Causantín (anglicyzowany jako Indulf; zwany An Ionsaighthigh, czyli Agresor; ur. ? - zm. prawdopodobnie w 962 roku w Cullen lub St Andrews) – król Alby (ówczesna nazwa Szkocji) od 954 roku aż do śmierci.
Indulf był synem Konstantyna II, panującego w latach 900-943 oraz najprawdopodobniej wygnanej do Szkocji córki earla Eadwulfa II z Northumbrii. Wiadomo, że po Konstantynie II władzę przejął jego kuzyn, Malcolm I (syn zmarłego w 900 Donalda II), który prawdopodobnie zmusił poprzednika do zostania mnichem, zmęczony zbyt długim czekaniem na tron. Jan z Fordun podaje, że Indulf był władcą Strathclyde, królestwa, które w latach 40. X wieku zostało podporządkowane Albie, ale współcześni historycy kwestionują tę wersję.
Kronika Królów Alby podaje, że Malcolm I został zamordowany w 954 roku, a Indulf przejął po nim władzę. Według różnych źródeł panował przez 8 lub 9 lat. Dalej mówi: "Za jego panowania oppidum Eden", co najpewniej znaczy, że Edynburg został opuszczony przez Bernicję (Northumbrię) i pozostawiony Szkotom, i taki pozostaje aż do czasu pisania kroniki. To źródło oraz Chronicor Scotorum podają, że król zmarł w 962 roku podczas bitwy z wikingami pod Bauds. XII-wieczne proroctwo Berchán podaje jednak, że zmarł on w tym samym "domu świętego apostoła, co jego ojciec", czyli w culdee monasteru w St Andrews. Został pochowany tradycyjnie dla szkockich władców pochowany na wyspie Ionie. Jego następcą został Dub, syn jego poprzednika.
Indulf z nieznaną kobietą pozostawił po sobie trzech synów, spośród których dwóch zostało królami Alby. Cuilen, panujący w latach 967-971, pokonał Duba; natomiast Amlaib (Olaf) jest wymieniany przez Kroniki Tigernach jako król zabity przez ludzi Kennetha II w 977 roku. Trzeci syn, Eochaid, został zabity w 971 roku razem z bratem Cuilenem przez ludzi ze Strathclyde